# Union des Clubs pour le Renouveau de la Gauche
De Union des Clubs pour le Renouveau de la Gauche UCRG, Nederlands: Unie van Clubs voor de Vernieuwing van Links, was een politieke organisatie in Frankrijk, die in de jaren 60 werd opgericht met als streven de maatschappij  op een socialistische manier te vernieuwen. De Franse sociaaldemocratie onderging in de jaren 60 een ware crisis en veel socialisten waren ontevreden over de traditionele socialistische partij Section Française de l'Internationale Ouvrière SFIO. De oprichting van de UCRG moest het socialisme een nieuwe impuls geven.
De UCRG was in feite een fusie van de Convention socialisme et démocratie van Alain Savary, die eerder lid van de SFIO was geweest en van de Socialisme moderne van Pierre Bérégovoy, vroeger ook lid van de SFIO. Savary gold als de voorman van de UCRG. De UCRG was lid van de Fédération de la Gauche Démocrate et Socialiste. De UCRG nam in 1969 deel aan het Congrès d'Alfortville, dat was het oprichtingscongres van de Parti socialiste PS. De Parti socialiste verving de oude socialistische partijen en kleinere groeperingen. Savary was tot 1971 de eerste secretaris-generaal van de PS.